# 时分多址

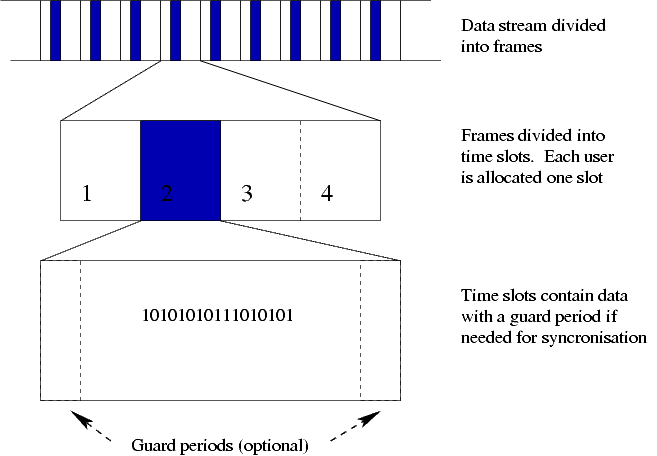
分時多工的訊框結構中，資料流分為多個訊框，而這些訊框又分為多個時隙。

时分多址（Time division multiple access，缩写：TDMA） 是一种为实现共享传输介质（一般是无线电领域）或者网络的通信技术。它允许多个用户在不同的时间片（时隙）来使用相同的频率。用户迅速的传输，一个接一个，每个用户使用他们自己的时间片。这允许多用户共享同样的传输媒体（例如：无线电频率）。
TDMA在美国通常也指第二代（2G）移动电话标准，具体说是指IS-136或者D-AMPS这些标准使用TDMA技术分时共享载波的带宽。

## TDMA特点
- 多个用户共享一个载波频率
- 非连续传输，使切换更简单
- 时间插槽可以根据动态TDMA的需求分配
- 由于信元间干扰较小，比CDMA更宽松的功率控制
- 高于CDMA的同步开销
- 频率分配的复杂性

## 移动电话系统中的TDMA

### 2G系统
2G系统主要使用两种制式，一种是由欧洲电信标准化协会提出的GSM（global system for mobile communications）（后来成为全球性蜂窝无线电通信系统标准），主要有GSM、DCS1800、PCS1900三种系统。全球超过200个国家和地区超过10亿人正在使用GSM电话。在中华人民共和国分别由中国移动和中国联通运营GSM网络。
另一种称为IS-95，其核心专利由美国高通公司持有。在中华人民共和国由中国联通运营其演进版CDMA2000 1X网络（已转交中国电信成为其3G网络）。

## 参看
- 分頻多工（Frequency-division multiple access，FDMA）
- 分碼多工（Code division multiple access，CDMA）
- GSM
- 2G
- 雙工
- Link 16